# Драфт НХЛ 1964
Любительский драфт НХЛ 1964 года состоялся 11 июня в отеле «Королева Елизавета» в Монреале.

## Процедура драфта
Во время 2-го драфта НХЛ в 4-х раундах было выбрано 24 хоккеиста. Первым номером драфта стал Клод Готье, выбранный клубом «Детройт Ред Уингз». Так же как и в первом драфте все выбранные игроки представляли Канаду. Единственным вратарём выбранным на драфте оказался Кен Драйден, будущий член Зала хоккейной славы, шестикратный обладатель Кубка Стэнли в составе «Монреаль Канадиенс», пятикратный обладатель «Везина Трофи» (приз лучшему вратарю НХЛ по итогам сезона), обладатель «Конн Смайт Трофи» (приз самому ценному игроку плей-офф)" и «Колдер Трофи» (приз лучшему новичку НХЛ).

## Итоги драфта
В представленном ниже списке полностью приведён первый раунд драфта и наиболее успешные игроки из более поздних кругов драфта.
Легенда:
   # = Номер драфта, С = Страна, А = Амплуа, И = Игры, Г = Голы, П = Передачи, О = Очки, Ш = Штрафные минуты

  Игрок = Участник «Матча всех звёзд», Игрок = Член Зала хоккейной славы
| 1-й раунд | 1-й раунд          |        |                  |    | Итого в НХЛ | Итого в НХЛ | Итого в НХЛ | Итого в НХЛ | Итого в НХЛ |
| #         | Команда            | C      | Игрок            | А  | И           | Г           | П           | О           | Ш           |
| --------- | ------------------ | ------ | ---------------- | -- | ----------- | ----------- | ----------- | ----------- | ----------- |
| 1         | Детройт Ред Уингз  | Канада | Клод Готье       | ПН | -1,1        | -1,1        | -1,1        | -1,1        | -1,1        |
| 2         | Бостон Брюинз      | Канада | Алекс Кэмпбелл   | ПН | -1,2        | -1,2        | -1,2        | -1,2        | -1,2        |
| 3         | Нью-Йорк Рейнджерс | Канада | Боб Грэм         | З  | -1,3        | -1,3        | -1,3        | -1,3        | -1,3        |
| 4         | Чикаго Блэк Хокс   | Канада | Ричи Бэйес       | ЦН | -1,4        | -1,4        | -1,4        | -1,4        | -1,4        |
| 5         | Торонто Мэйпл Лифс | Канада | Том Мартин       | ПН | 3           | 1           | 0           | 1           | 0           |
| 6         | Монреаль Канадиенс | Канада | Клод Шаньон      | ЦН | -1,5        | -1,5        | -1,5        | -1,5        | -1,5        |
| Р#2       | -2                 | -2     | -2               | -2 | -2          | -2          | -2          | -2          | -2          |
| 9         | Нью-Йорк Рейнджерс | Канада | Тим Экклстоун    | ПН | 692         | 126         | 233         | 359         | 344         |
| Р#3       | -3                 | -3     | -3               | -3 | -3          | -3          | -3          | -3          | -3          |
| 14        | Бостон Брюинз      | Канада | Кен Драйден      | В  | 397         | 0           | 19          | 19          | 12          |
| 17        | Торонто Мэйпл Лифс | Канада | Майк Пелик       | З  | 441         | 26          | 88          | 114         | 566         |
| Р#4       | -4                 | -4     | -4               | -4 | -4          | -4          | -4          | -4          | -4          |
| 21        | Нью-Йорк Рейнджерс | Канада | Сил Эппс-младший | ЦН | 727         | 183         | 423         | 606         | 311         |

## Статистика драфта
- Количество хоккеистов игравших в НХЛ: 9;
- Процент игравших в НХЛ от общего числа игроков: 37,5;
- Среднее количество игр за карьеру в НХЛ: 288;
- Среднее количество голов за карьеру в НХЛ: 41;
- Среднее количество очков за карьеру в НХЛ: 136;
- Среднее количество штрафных минут за карьеру в НХЛ: 210.